# ROC曲线

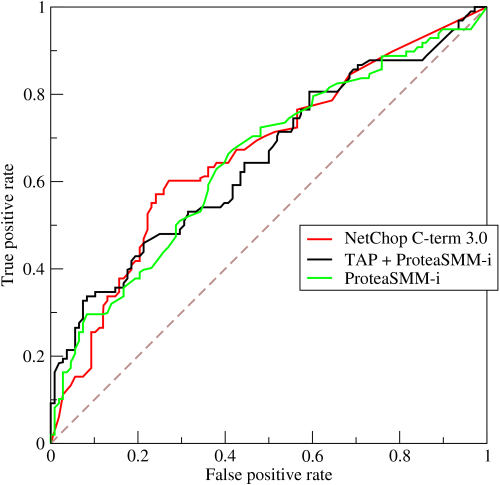
3条ROC曲线

在信号检测理论中，接收者操作特征曲線，或者叫ROC曲线（英語：Receiver operating characteristic curve），是一种坐標圖式的分析工具，用於选择最佳的信號偵測模型、捨棄次佳的模型或者在同一模型中設定最佳閾值。
在做決策時，ROC分析能不受成本／效益的影響，給出客觀中立的建議。
ROC曲线首先是由二战中的电子工程师和雷达工程师发明的，用来偵测战场上的敌军載具（飛機、船艦），也就是信号检测理论。之后很快就被引入了心理学来进行信号的知觉检测。數十年來，ROC分析被用於医学、无线电、生物學、犯罪心理學领域中，而且最近在机器学习（machine learning）和数据挖掘（data mining）领域也得到了很好的发展。

## 基本概念
| 陽性 (P, positive) 陰性 (N, Negative) 真阳性 (TP, true positive) 正确的肯定。又稱：命中 (hit) 真阴性 (TN, true negative) 正确的否定。又稱：正確拒絕 (correct rejection) 偽阳性 (FP, false positive) 错误的肯定，又稱：假警報 (false alarm)，第一型错误 偽阴性 (FN, false negative) 错误的否定，又稱：未命中 (miss)，第二型错误 真阳性率 (TPR, true positive rate) 又稱：命中率 (hit rate)、敏感度(sensitivity) TPR = TP / P = TP / (TP+FN) 偽阳性率(FPR, false positive rate) 又稱：错误命中率，假警報率 (false alarm rate) FPR = FP / N = FP / (FP + TN) 準确度 (ACC, accuracy) ACC = (TP + TN) / (P + N) 即：(真陽性+真陰性) / 總樣本數 真阴性率 (TNR) 又稱：特異度 (SPC, specificity) SPC = TN / N = TN / (FP + TN) = 1 - FPR 阳性预测值 (PPV) PPV = TP / (TP + FP) 阴性预测值 (NPV) NPV = TN / (TN + FN) 假發现率 (FDR) FDR = FP / (FP + TP) Matthews相关系数 (MCC)，即 Phi相關係數 {\displaystyle MCC={\frac {(TP*TN-FP*FN)}{\sqrt {PNP'N'}}}} F1评分 F1 = 2TP/(P+P') |
| Source: Fawcett (2006). |

分类模型（又稱分类器，或診斷）是将一个实例映射到一个特定类的过程。ROC分析的是二元分類模型，也就是輸出結果只有兩種類別的模型，例如：（陽性／陰性）（有病／沒病）（垃圾郵件／非垃圾郵件）（敵軍／非敵軍）。
當訊號偵測（或變數測量）的结果是一個連續值時，類與類的邊界必须用一个阈值（英語：threshold）來界定。举例来说，用血压值来检测一个人是否有高血压，測出的血壓值是連續的實數（從0~200都有可能），以收縮壓140／舒張壓90為閾值，閾值以上便診斷為有高血壓，閾值未滿者診斷為無高血壓。二元分類模型的個案預測有四種結局：
1. 真陽性（TP）：診斷為有，實際上也有高血壓。
2. 偽阳性（FP）：診斷為有，实际卻没有高血壓。
3. 真陰性（TN）：診斷為沒有，實際上也沒有高血壓。
4. 偽阴性（FN）：診斷為沒有，实际却有高血壓。

這四種結局可以畫成2 × 2的混淆矩阵：
|             |      | 真实值      | 真实值      | 總 數 |
| p           | n    |             |             | 總 數 |
| 预 测 输 出 | p'   | 真阳性 (TP) | 偽阳性 (FP) | P'    |
| 预 测 输 出 | n'   | 偽阴性 (FN) | 真阴性 (TN) | N'    |
| 總數        | 總數 | P           | N           |       |
| ----------- | ---- | ----------- | ----------- | ----- |

## ROC空間
ROC空间将偽陽性率（FPR）定義為 X 軸，真陽性率（TPR）定义为 Y 轴。
- TPR：在所有實際為陽性的樣本中，被正確地判斷為陽性之比率。（相当于灵敏度。）

{\displaystyle TPR=TP/(TP+FN)}
- FPR：在所有實際為阴性的样本中，被錯誤地判斷為陽性之比率。

{\displaystyle FPR=FP/(FP+TN)}
給定一個二元分類模型和它的閾值，就能從所有樣本的（陽性／陰性）真實值和預測值計算出一個 (X=FPR, Y=TPR) 座標點。
在这条线的以上的点代表了一个好的分类结果（勝過隨機分類），而在这条线以下的点代表了差的分类结果（劣於隨機分類）。
完美的預測是一个在左上角的点，在ROC空间座标 (0,1)点，X=0 代表着没有偽阳性，Y=1 代表著沒有偽阴性（所有的陽性都是真陽性）；也就是說，不管分類器輸出結果是陽性或陰性，都是100%正確。一个随机的预测会得到位於从 (0, 0) 到 (1, 1) 对角线（也叫无识别率线）上的一个点；如果分类器采用“抛硬币”的设定，那么该预测会在点(0.5, 0.5)上。
让我们来看在實際有100个阳性和100个阴性的案例時，四種預測方法（可能是四種分類器，或是同一分類器的四種閾值設定）的結果差異：
| TP=63 | FP=28 | 91  |
| FN=37 | TN=72 | 109 |
| 100   | 100   | 200 |

| TP=77 | FP=77 | 154 |
| FN=23 | TN=23 | 46  |
| 100   | 100   | 200 |

| TP=24 | FP=88 | 112 |
| FN=76 | TN=12 | 88  |
| 100   | 100   | 200 |

| TP=76 | FP=12 | 88  |
| FN=24 | TN=88 | 112 |
| 100   | 100   | 200 |

將這4種结果畫在ROC空间裡：

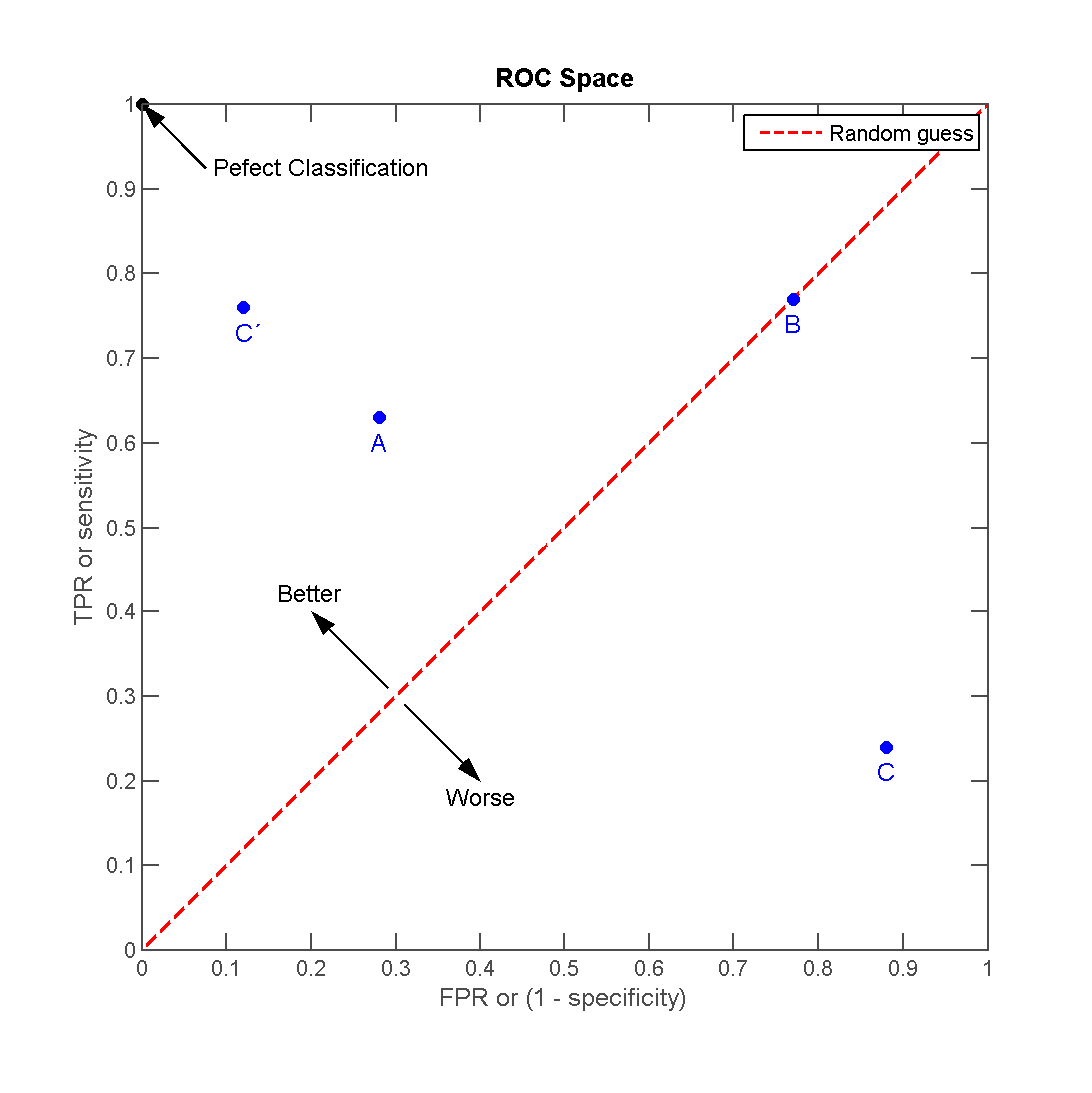
ROC空间的4个例子

- 點與随机猜测线的距離，是預測力的指標：离左上角越近的點預測（診斷）準確率越高。離右下角越近的點，预测越不準。
- 在A、B、C三者當中，最好的結果是A方法。
- B方法的结果位於随机猜测线（對角線）上，在例子中我们可以看到B的準確度（ACC，定義見前面表格）是50%。
- C雖然預測準確度最差，甚至劣於隨機分類，也就是低於0.5（低於對角線）。然而，当将C以 (0.5, 0.5) 為中點作一个镜像后，C'的结果甚至要比A还要好。这个作镜像的方法，简单說，不管C（或任何ROC點低於對角線的情況）预测了什么，就做相反的結論。

## ROC曲線

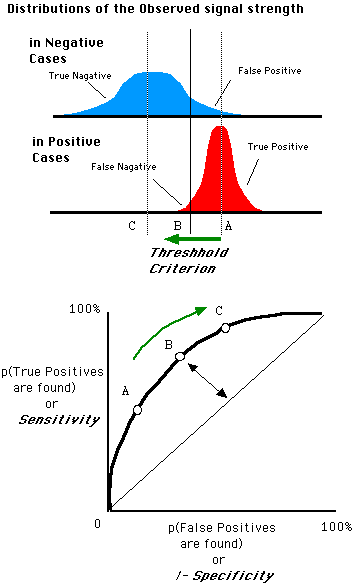
隨著閾值調整，ROC座標系裡的點如何移動

上述ROC空間裡的單點，是給定分類模型且給定閾值後得出的。但同一個二元分類模型的閾值可能設定為高或低，每種閾值的設定會得出不同的FPR和TPR。
- 將同一模型每個閾值 的 (FPR, TPR) 座標都畫在ROC空間裡，就成為特定模型的ROC曲線。

例如右圖，人體的血液蛋白濃度是呈正态分布的連續變數，病人的分布是紅色，平均值為A g/dL，健康人的分布是藍色，平均值是C g/dL。健康檢查會測量血液樣本中的某種蛋白質濃度，達到某個值（閾值，threshold）以上診斷為有疾病徵兆。研究者可以調整閾值的高低（將左上圖的B垂直線往左或右移動），便會得出不同的偽陽性率與真陽性率，總之即得出不同的預測準確率。
1. 由於每個不同的分類器（診斷工具、偵測工具）有各自的測量標準和測量值的單位（標示為：「健康人－病人分佈圖」的橫軸），所以不同分類器的「健康人－病人分佈圖」都長得不一樣。
2. 比較不同分類器時，ROC曲線的實際形狀，便視兩個實際分佈的重疊範圍而定，沒有規律可循。
3. 但在同一個分類器之內，閾值的不同設定對ROC曲線的影響，仍有一些規律可循：
- 當閾值設定為最高時，亦即所有樣本都被預測為陰性，沒有樣本被預測為陽性，此時在偽陽性率 FPR = FP / ( FP + TN ) 算式中的 FP = 0，所以 FPR = 0%。同時在真陽性率（TPR）算式中， TPR = TP / ( TP  + FN ) 算式中的 TP = 0，所以 TPR = 0%

→  當閾值設定為最高時，必得出ROC座標系左下角的點 (0, 0)。
- 當閾值設定為最低時，亦即所有樣本都被預測為陽性，沒有樣本被預測為陰性，此時在偽陽性率FPR = FP / ( FP + TN ) 算式中的 TN = 0，所以 FPR = 100%。同時在真陽性率 TPR = TP / ( TP  + FN ) 算式中的 FN = 0，所以 TPR=100%

→  當閾值設定為最低時，必得出ROC座標系右上角的點 (1, 1)。
- 因為TP、FP、TN、FN都是累積次數，TN和FN隨著閾值調低而減少（或持平），TP和FP隨著閾值調低而增加（或持平），所以FPR和TPR皆必隨著閾值調低而增加（或持平）。

→ 隨著閾值調低，ROC點 往右上（或右／或上）移動，或不動；但絕不會往左下(或左／或下)移動。

## 曲線下面積（AUC）

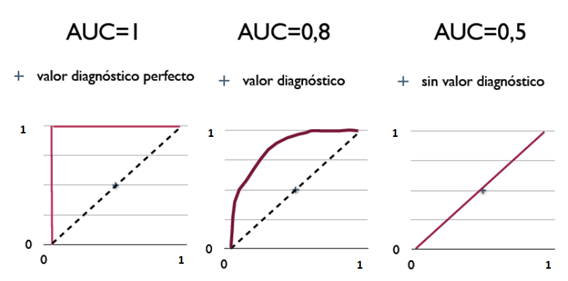
例示三種AUC值（曲線下面積）

在比較不同的分類模型時，可以將每個模型的ROC曲線都畫出來，比較曲線下面積做為模型優劣的指標。

### 意義
ROC曲線下方的面積（英語：Area under the Curve of ROC (AUC ROC)），其意義是：
- 因為是在1x1的方格裡求面積，AUC必在0~1之間。
- 假設閾值以上是陽性，以下是陰性；
- 若隨機抽取一個陽性樣本和一個陰性樣本，分類器正確判斷陽性樣本的值高於陰性樣本之機率 {\displaystyle =AUC}[1]。
- 簡單說：AUC值越大的分類器，正確率越高。

從AUC判斷分類器（預測模型）優劣的標準：
- AUC = 1，是完美分類器，採用這個預測模型時，存在至少一個閾值能得出完美預測。絕大多數預測的場合，不存在完美分類器。
- 0.5 < AUC < 1，優於隨機猜測。這個分類器（模型）妥善設定閾值的話，能有預測價值。
- AUC = 0.5，跟隨機猜測一樣（例：丟銅板），模型沒有預測價值。
- AUC < 0.5，比隨機猜測還差；但只要總是反預測而行，就優於隨機猜測。

### 計算
AUC的計算有兩種方式，都是以逼近法求近似值。

#### 梯形法
梯形法（英語：trapezoid method）：簡單地將每個相鄰的點以直線連接，計算連線下方的總面積。因為每一線段下方都是一個梯形，所以叫梯形法。
- 優點：簡單，所以常用。
- 缺點：傾向於低估AUC。

### 潛在問題
AUC of ROC是機器學習的社群最常使用來比較不同模型優劣的方法。然而近來這個做法開始受到質疑，因為有些機器學習的研究指出，AUC的杂訊太多，並且很常求不出可信又有效的AUC值（此時便不能保證AUC傳達本節開頭所述之意義），使得AUC在模型比較時產生的問題比解釋的問題更多。

## 分析軟體
所有常用於統計分析的軟體（例：SPSS、SAS、SYSTAT、S-Plus、ROCKIT、RscorePlus）都有依據不同閾值自動計算真陽性和偽陽性比率、並依此繪製ROC曲線的功能。
离散分类器（英語：discrete，或稱「間斷分類器」），如决策树，产生的是离散的数值或者一个二元标签。应用到实例中，这样的分类器最后只会在ROC空间产生单一的点。而一些其他的分类器，如朴素贝叶斯分类器，邏輯斯諦迴歸或者人工神经网络，产生的是实例属于某一类的可能性，对于这些方法，一个阈值就决定了ROC空间中点的位置。举例来说，如果可能值低于或者等于0.8这个阈值就将其认为是阳性的类，而其他的值被认为是阴性类。这样就可以通过画每一个阈值的ROC点来生成一个生成一条曲线。MedCalc是较好的ROC曲线分析软件。

### 引用
1. ↑  Fawcett, Tom (2006); An introduction to ROC analysis, Pattern Recognition Letters, 27, 861–874.
2. ↑  Hanley, James A.; McNeil, Barbara J. . Radiology. 1983-09-01, 148 (3): 839–843  [2008-12-03]. PMID 6878708. （原始内容存档于2008-09-05）.
3. ↑  Hanczar, Blaise; Hua, Jianping; Sima, Chao; Weinstein, John; Bittner, Michael; and Dougherty, Edward R. (2010); Small-sample precision of ROC-related estimates, Bioinformatics 26 (6): 822–830
4. ↑  Lobo, Jorge M.; Jiménez-Valverde, Alberto; and Real, Raimundo (2008), AUC: a misleading measure of the performance of predictive distribution models, Global Ecology and Biogeography, 17: 145–151
5. ↑  Hand, David J. (2009); Measuring classifier performance: A coherent alternative to the area under the ROC curve, Machine Learning, 77: 103–123